# ساعت زمین

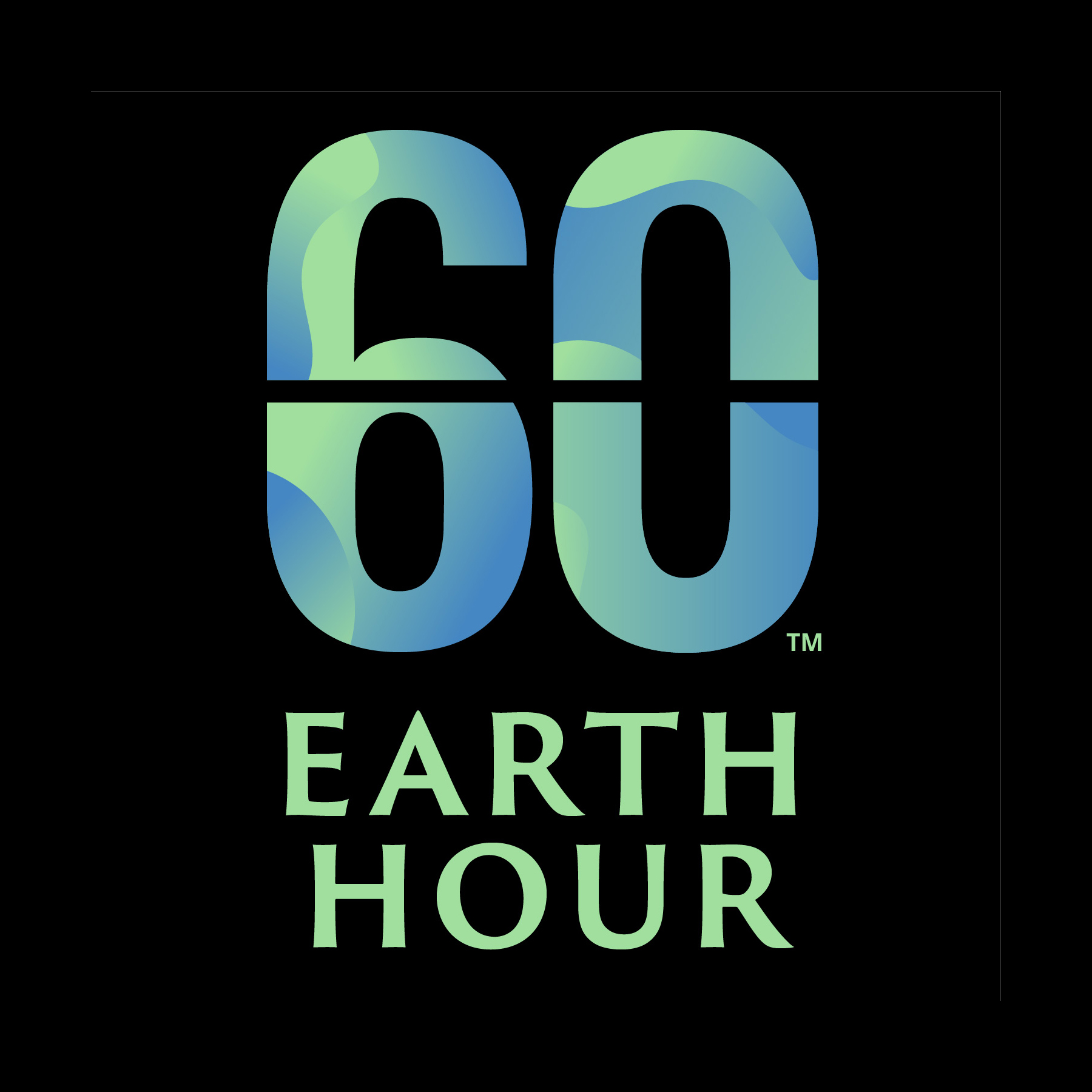
نمادی برای ساعت زمین

ساعت زمین یک رویداد جهانی سازماندهی شده  توسط صندوق جهانی طبیعت (به انگلیسی: World Wide Fund for Nature) است. خانواده‌ها و کسب و کار با خاموش کردن چراغ‌ها و سایر دستگاه‌های الکتریکی غیرضروری خود به مدت یک ساعت آن را یادآوری می‌کنند و هدف نخست از این اقدام این است که آگاهی دربارهٔ تغییرات آب و هوایی و نیاز به مصرف محتاطانه انرژی در جهان ابقا شود. زمان این رویداد در سال ۱۴۰۳ هجری خورشیدی چهارم فروردین از ساعت ۲۰:۳۰ تا ۲۱:۳۰ است. هرسال مردم بسیاری در سرتاسر جهان این ساعت را پاس می‌دارند.

## پیشینه
ساعت زمین نخستین بار توسط روزنامه سیدنی مورنینگ هرالد در سال ۲۰۰۷، زمانی مطرح شد که ۲٫۲ میلیون نفر از ساکنین سیدنی اقدام به خاموش کردن چراغ‌های غیرضروری کردند. به دنبال این اقدام سیدنی، بسیاری از شهرهای دیگر جهان، این رویداد را به تصویب رساندند.

### در ایران
- نخستین گرامیداشت ساعت زمین در ایران در سال ۱۳۹۰ و با خاموشی چراغ‌های برج میلاد در تهران انجام شد.
- در سال ۱۳۹۱ تعداد بیشتری از شهرها سازه‌های معروف ایران به این حرکت پیوستند و افزون بر برج میلاد، برج آزادی تهران، سی‌وسه پل اصفهان، پل سفید اهواز و ساعت میدان شهرداری رشت نیز چراغ‌های خود را خاموش خواهند کرد.[۳]
- سومین گرامیداشت ساعت زمین در ایران در سال ۱۳۹۳ و با مشارکت تعدادی از شهرهای ایران از جمله تهران،[۴] تبریز،[۵] اصفهان، پلدختر (به عنوان اولین شهر ایران در بین شهرهای غیر مرکز استان)، رشت و قم[۶] صورت گرفت. در تبریز، سیستم روشنایی کاخ شهرداری تبریز، به مدت ۱ ساعت خاموش شد.[۵]
- شهر مشهد برای اولین بار در سال ۱۳۹۴ با خاموش کردن ساختمان مرکزی شهرداری و تالار شورای شهر به مدت ۱ ساعت به برنامه ساعت زمین پیوست.از سال 96 این رویداددر شهر مشهد همه ساله در روز ساعت زمین انجام می گردد  در این خصوص از طریق رسانه و  فضاهای مجازی به آموزش واطلاع رسانی مردم پرداخته شده است. در سال 1402 نیز روشنایی تمامی ساختمان های ستادی شهرداری و مناطق 13گانه  و نیز 50درصد روشنایی بازارهای میوه و ارزاق عمومی در برنامه ساعت زمین کاهش  مییابد.با همکاری سازمان میراث فرهنگی صنایع دستی و گردشگری خراسان رضوی، خاموشی در آرامگاه فردوسی،آرامگاه باغ نادری، خانه ملک و موزه بزرگ خراسان در این روز اتفاق می افتد. حمایت مردم مشهد مقدس همگام با بزرگترین حرکت اجتماعی مردمی در سراسر جهان برای حفاظت از کره زمین در برابر تهدیدات انسان و خطرات بشری مهمترین هدف این مانور نمادین بین المللی است.شعارجهانی «ساعت زمین» در سال ۲۰۲۳ میلادی « عادت های ما از زیستگاه ما محافظت میکنند.» انتخاب‌شده است تا به اهمیت موضوع تغییرات اقلیمی و اثرات ناشی از آن بیشتر پرداخته شود و امسال بیش از ۱۸۰ کشور دنیا در این پویش جهانی مشارکت می کنند. [۷]
- چهارمین برنامه ساعت زمین در ایران، هم‌زمان در شهرهای ارومیه، تهران، تبریز، اصفهان و … در تاریخ ۸ فروردین ۱۳۹۴ برگزار شد.
- پنجمین برنامه ساعت زمین در ایران، شنبه ۲۹ اسفند ۱۳۹۴ خورشیدی، ساعت ۲۰：۳۰ برگزار شد.
- شنبه ۴ فروردین ۹۶ از ساعت ۲۰٫۳۰ تا ۲۱٫۳۰ برنامهٔ ساعت زمین در ایران، اجرا شد. در این مراسم چراغ‌های پل طبیعت، برج میلاد و تمام المان‌های مهم شهری تهران و در شهر میبد کهن دژ نارین قلعه به مدت یک ساعت ساعت خاموش شد. چراغ‌های پل قوسی کرمانشاه نیز در این روز به مدت یک ساعت خاموش شد.[۸]